# ديزل (وقود)

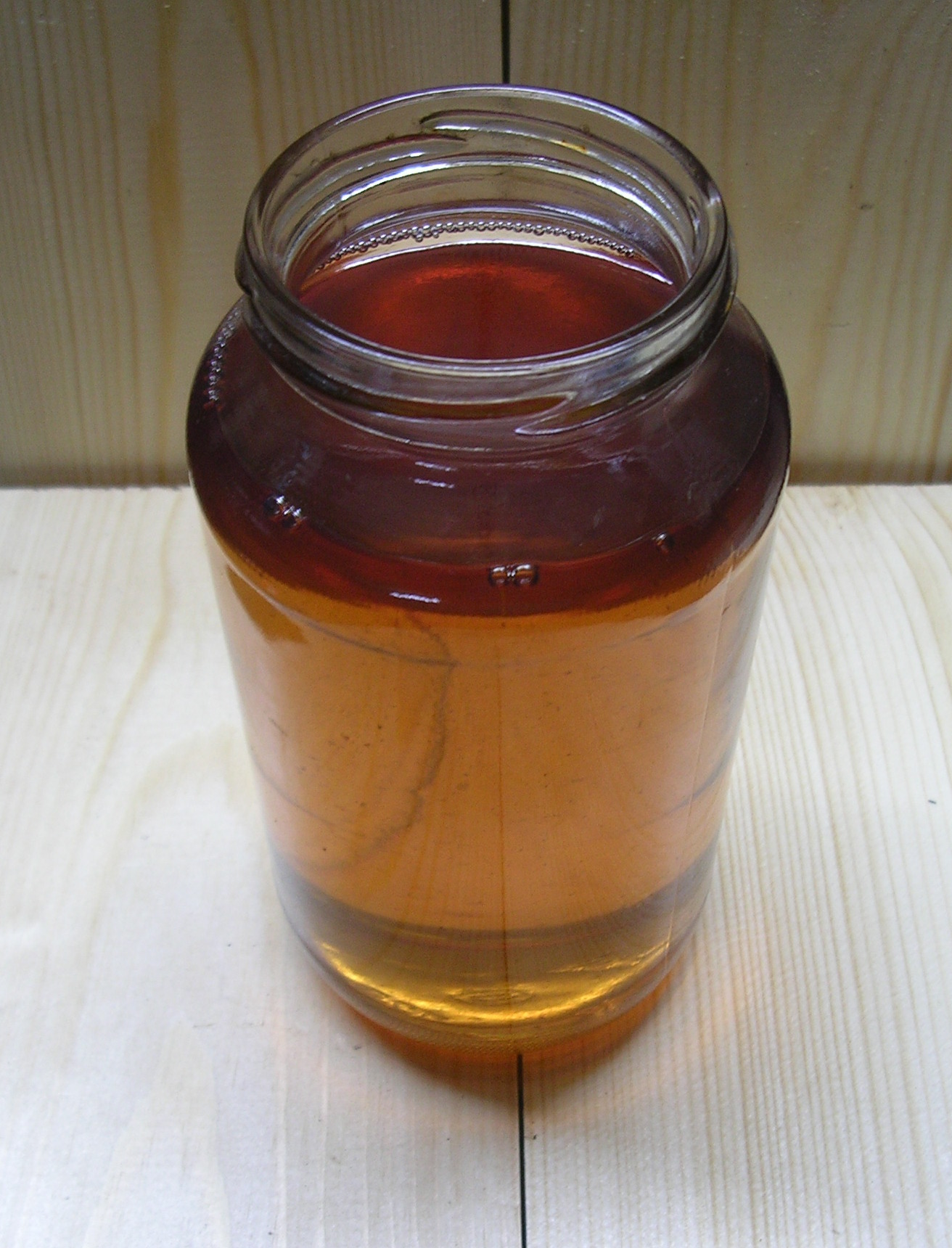

وقود الديزل هو خليط من عدة مواد هيدروكربونية، يستخدم في محركات الديزل الشائعة في سيارات نقل البضائع والنقل العام كما تستخدم أيضا في مولدات الكهرباء، وتوجد منه أنواع تستخدم لتشغيل محركات السفن.

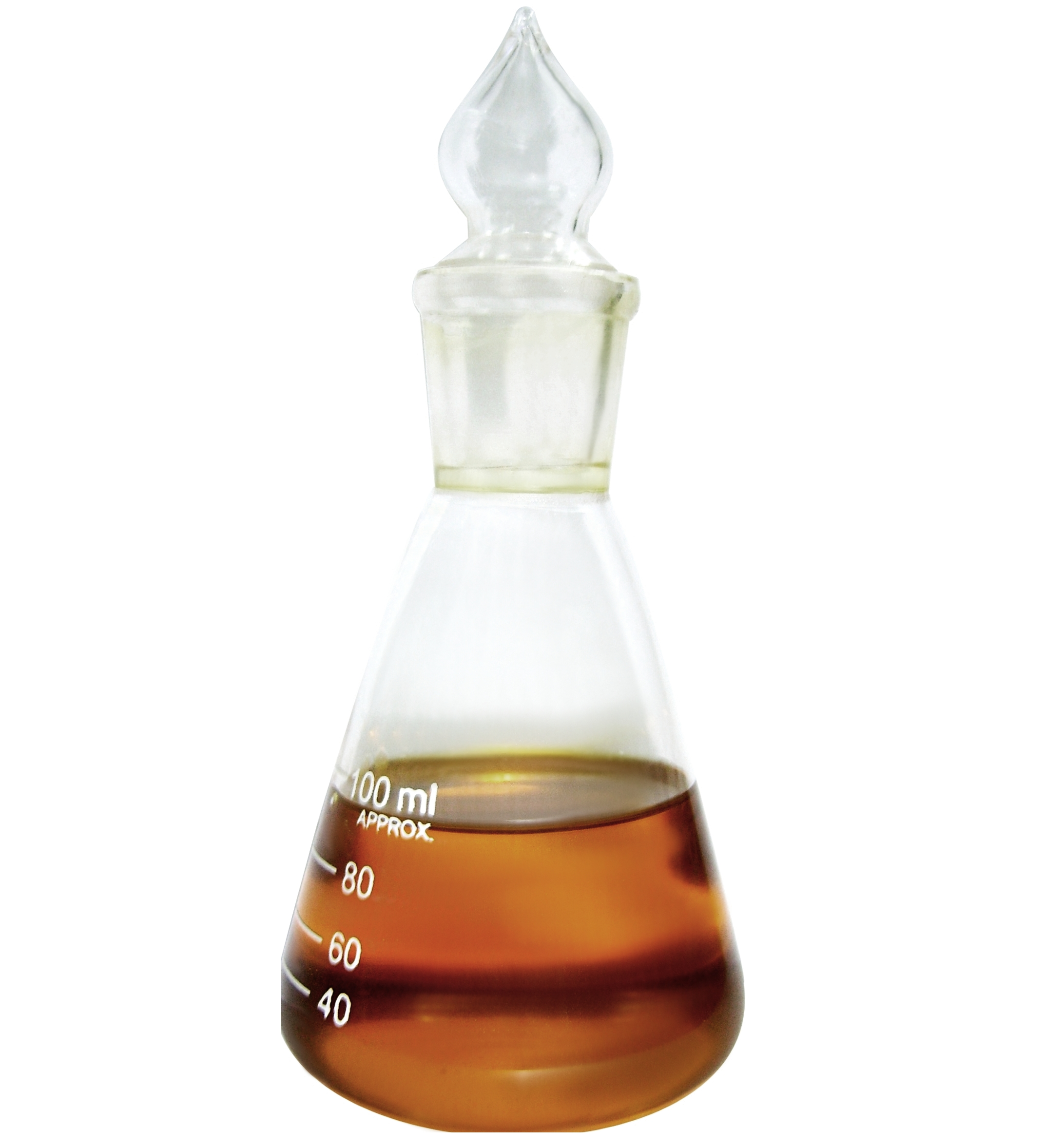
الديزل الحيوي.

ويستخرج زيت الديزل من زيت البترول بواسطة التقطير الجزئي، كما يمكن استخراج وقود حيوي مشابه للديزل من الكتلة الحيوية بأسلوب يسمى تسييل الكتلة الحيوية. وللتفرقة بين النوعين قد يسمى الديزل المستخرج من النفط الخام «الديزل النفطي» أو «البتروديزل» بخلاف «الديزل الحيوي». ويوجد نوع يحتوي على نسبة أقل من الكبريت يسمى «ديزل منزوع الكبريت». وقد أصبح هذا النوع من الديزل هو الشائع في أمريكا وأوروبا منذ عام 2007.

## التسمية
يرجع اسم زيت الديزل إلى الألماني رودولف ديزل مخترع محرك ديزل. ويستخدم «الديزل الحيوي» أيضا لتشغيل المحركات بطريقة محرك الديزل ولكنه يختلف عن البتروديزل في تركيبه الكيمائي.

## الأصول
نشأ وقود الديزل من التجارب التي أجراها العالم والمخترع الألماني رودولف ديزل لمحرك الاشتعال-الانضغاط الذي اخترعه عام 1892. صمم ديزل محركه في الأصل لاستخدام غبار الفحم كوقود، وجرب أنواع وقود أخرى بما في ذلك الزيوت النباتية، مثل زيت الفول السوداني، الذي استخدمه لتشغيل المحركات التي عرضها في معرض باريس عام 1900 وفي المعرض العالمي عام 1911 في باريس أيضًا.

## الأنواع
ينتج وقود الديزل من مصادر مختلفة، أهمها البترول. من بين المصادر الأخرى: الكتلة الحيوية، والدهون الحيوانية، والغاز الحيوي، والغاز الطبيعي، وتمييع الفحم.

### الديزل النفطي
يعتبر الديزل النفطي أو الديزل الأحفوري من أكثر أنواع وقود الديزل شيوعًا. ينتج من تقطير بالتجزئة للنفط الخام عند درجة حرارة بين 200 درجة مئوية (392 درجة فهرنهايت) و350 درجة مئوية (662 درجة فهرنهايت) عند ضغط الغلاف الجوي، ما ينتج مزيجًا من سلاسل كربونية تحتوي عادةً على ما بين 9 و 25 ذرة كربون لكل جزيء.

## الاستخدامات
على عكس محركات البنزين والغاز النفطي المُسال، لا تستخدم محركات الديزل شرارة ذات جهد، فالمحرك الذي يعمل على الديزل يضغط الهواء داخل الأسطوانة إلى ضغط ودرجات حرارة مرتفعة (نسب الضغط من 14:1 إلى 18:1 شائعة في محركات الديزل الحالية)؛ يضخ المحرك وقود الديزل بشكل عام إلى الأسطوانة مباشرة، ويبدأ قبل النقطة الميتة ببضع درجات ويستمر خلال عملية الاحتراق. تتسبب درجات الحرارة المرتفعة داخل الأسطوانة في تفاعل وقود الديزل مع الأكسجين في الخليط (الحرق أو الأكسدة) وتدفئة وتوسيع الخليط الحارق لتحويل الفرق الحراري/ الضغط إلى جهد ميكانيكي، أي لتحريك المكبس. تحتوي المحركات على شمعات توهج وسخانات شبكية للمساعدة على بدء تشغيل المحرك عن طريق تسخين الأسطوانات بشكل مسبق إلى أدنى درجة حرارة تشغيل. محركات الديزل هي محركات تعمل بخليط فقير، إذ تحرق الوقود في الهواء أكثر مما هو مطلوب للتفاعل الكيميائي، لذلك فهي تستخدم كمية أقل من الوقود مقارنة بمحركات إشعال الشرارات الغنية التي تستخدم نسبة اتحادية العناصر لوقود الهواء المضغوط (كمية كافية من الهواء للاستجابة مع الوقود).

### الشاحنات
يُستخدم وقود الديزل بشكل واسع في معظم أنواع وسائل النقل. أصبحت الشاحنات والحافلات التي كانت في كثير من الأحيان تعمل بالغازولين في عشرينيات القرن العشرين وحتى خمسينيات القرن العشرين الآن تعمل بالديزل بشكل كاملٍ تقريبًا. تعد سيارة الركاب العاملة بالغازولين الاستثناء الرئيسي؛ تُعد سيارات الديزل أقل عددًا حول العالم.

### سكة الحديد
حل الديزل محل الفحم والوقود النفطي للمركبات التي تعمل بالبخار في النصف الأخير من القرن العشرين، ويستخدم الآن بشكل حصري تقريبًا لمحركات الاحتراق لمركبات السكك الحديدية ذاتية التشغيل (القاطرات وعربات السكك الحديدية).

### المركبات العسكرية
تستخدم المركبات القتالية المدرعة الديزل بسبب انخفاض مخاطر الاشتعال وتوفر عزم دوران أعلى للمحركات، كما أنه يخفض من احتمالية توقفها وتعوقها.

### الجرارات والمعدات الثقيلة
تعمل معظم الجرارات والمعدات الثقيلة اليوم بالديزل. يمكن لفئات صغيرة فقط من الجرارات العمل على محركات الغازولين. بدأت عملية تحويل الجرارات والمعدات الثقيلة في الاعتماد على الديزل في ألمانيا قبل الحرب العالمية الثانية، لكن هذا الأمر لم يكن شائعًا في الولايات المتحدة حتى بعد الحرب. أثناء خمسينيات وستينيات القرن العشرين، انتشر وتطوّر ذلك في الولايات المتحدة الأمريكية. يستخدم الديزل عادة في معدات استخراج النفط والغاز، على الرغم من أن بعض الأماكن تستخدم معدات كهربائية أو غازية للمساعدة في تقليل الآثار البيئية مثل التلوث الناجم عن غازات العادم وانسكاب السوائل.

## المخاطر

### أكاسيد النيتروجين
تعمل محركات الديزل، شأنها شأن غيرها من أشكال الاحتراق بخليط فقير (التي يكون الأكسجين فيها فائضًا بالنسبة إلى الوقود)، على إعادة تركيب الأكسجين الجوي (O2) والنيتروجين (N2) إلى أكاسيد النيتروجين الأحادية NO و NO2، المعروفة مجتمعةً باسم NOx بسبب ارتفاع درجة الحرارة والضغط. على الرغم من وجودها الطبيعي في الغلاف الجوي، يمكن لفائض هذه المواد أن يساهم في زيادة الضباب الدخاني والأمطار الحمضية، فضلًا عن التأثير على صحة الإنسان بعد تفاعلها مع الأمونيا والرطوبة وغيرها من المركبات.
تستخدم محركات الديزل الحديثة (المصممة حسب المعايير الأوروبية 6، ومعايير وكالة حماية البيئة الأمريكية) إعادة تدوير غاز العادم إلى الداخل لتقليل كمية الأكسجين الزائدة الموجودة في الاحتراق، وحقن اليوريا لتحويل NOx إلى N2 وماء.

### التأثيرات البيئية للكبريت
تُعد المستويات المرتفعة من الكبريت في الديزل ضارة بالبيئة لأنها تمنع استخدام مرشحات جسيمات الديزل للتحكم في انبعاثات جزيئاته، فضلًا عن التكنولوجيا الأكثر تقدمًا، مثل ممتزي أكاسيد النيتروجين (ما تزال قيد التطوير) للحد من الانبعاثات. بالإضافة إلى ذلك، يتأكسد الكبريت في الوقود أثناء الاحتراق، فينتج ثاني أكسيد الكبريت وثالث أكسيد الكبريت، الذي يتحول بسرعة بوجود الماء إلى حمض الكبريتيك، وهي إحدى العمليات الكيميائية التي تؤدي إلى حدوث مطر حمضي. مع ذلك، تقلل عملية تخفيض الكبريت أيضًا من شحمية الوقود، ما يعني أنه يجب إضافة مواد فيه تساعد في تشحيم المحركات. يجري استخدام الديزل الحيوي وخلطات الديزل الحيوي/ الديزل النفطي، التي تملك مستوى تشحيم مرتفعًا كبديل. بلغ الاستهلاك السنوي للولايات المتحدة لوقود الديزل عام 2006 حوالي 190 مليار لتر (42 مليار جالون إمبراطوري أو 50 مليار جالون أمريكي).
في الماضي، كان وقود الديزل يحتوي على كميات أعلى من الكبريت، وقد أجبرت معايير الانبعاثات الأوروبية والضرائب مصافي النفط على خفض مستوى الكبريت في وقود الديزل بشكل كبير. في الاتحاد الأوروبي، انخفض محتوى الكبريت بشكل كبير خلال السنوات العشرين الماضية. تغطي معايير الاتحاد الأوروبي إي أن 590 جانبَ وقود الديزل الخاص بالسيارات في الاتحاد. في التسعينيات، سمحت المواصفات بمحتوى 2000 جزء من المليون (بي بي إم) من الكبريت، ثم قلّص إلى حد 350 بحلول بداية القرن الحادي والعشرين مع اعتماد المواصفة يورو 3. خفضت هذه الحدود مع اعتماد مواصفة يورو 4 عام 2006 إلى 50 (يو إل إس دي، محتوى كبريتي منخفض جدًا في الديزل). المواصفة المعمول بها حاليًا في أوروبا فيما يتعلق بوقود الديزل هي يورو 5، بحد أقصى 10 أجزاء من المليون (بي بي إم).

### الطحالب والميكروبات
دارت مناقشات كثيرة وكان هناك فهم خاطئ لتصرف الطحالب في وقود الديزل. تحتاج الطحالب إلى الضوء للعيش والنمو. ونظرًا لعدم وجود ضوء الشمس في خزان وقود مغلق، لا يمكن للطحالب البقاء على قيد الحياة، لكن بعض الميكروبات تستطيع البقاء وتتغدى على وقود الديزل.
تشكّل هذه الميكروبات مستعمرة تعيش على السطح البيني للوقود والماء، كما أنها تنمو بسرعة عند درجات الحرارة الدافئة، بل وقد تنمو في الطقس البارد عندما تُركّب سخانات خزان الوقود. يمكن أن تقطع أجزاء من المستعمرة وتسد خطوط الوقود ومرشحاته.

## اقرأ أيضا
- ديزل حيوي
- ديزل
- إيثانول
- تكرير النفط

## وصلات خارجية
- مقدمة عن علم البترول الحديث، معلمومات عن النظرية الروسية-الأوكرانية.

بيانات
- تحديثات البنزين ووقود الديزل.

### أخرى
- إلغاء حقيقة الأصل الحيوي للبترول الطبيعي.
- مقارنة لثبات اللدائن أمام كل من الكحولات والبنزين، أى اللدائن أفضل لتخزين البنزين.